# Araguabisi
Araguabisi est la capitale de la paroisse civile de Manuel Renaud de la municipalité d'Antonio Díaz dans l'État de Delta Amacuro, au Venezuela.

## Géographie
La localité est située dans le delta de l'Orénoque sur la rive orientale du caño Araguaimujo, l'un de ses nombreux défluents.